# Lester James Peries
Lester James Peries, syng. ලෙස්ටර් ජෙම්ස් පීරිස් (ur. 5 kwietnia 1919 w Dehiwali, zm. 29 kwietnia 2018 w Kolombo) – lankijski reżyser, scenarzysta i producent filmowy. Uważany za ojca lankijskiego kina, który wprowadził kinematografię Sri Lanki na światowe salony.

## Życiorys
W swojej trwającej ponad pół wieku kariery reżyserskiej był autorem 20 filmów fabularnych i 10 dokumentalnych. Wnikliwie portretował w nich życie zwykłych ludzi na swojej wyspie, najczęściej pochodzących z lankijskiej prowincji.
Jego film Linia życia (1956) prezentowany był w konkursie na 10. MFF w Cannes jako pierwszy w historii obraz ze Sri Lanki. Skarb (1972), uważany za największe dzieło Periesa, znalazł się na prestiżowej liście stu najlepszych filmów XX wieku według Cinémathèque Française. Dom nad jeziorem (2002) był pierwszym oficjalnym kandydatem Sri Lanki do Oscara dla najlepszego filmu nieanglojęzycznego.
Zasiadał w jury konkursu głównego na 45. MFF w Cannes (1992). W 2007 otrzymał tytuł Sri Lankabhimanja, najwyższe odznaczenie państwowe na Sri Lance.
Jego żona, Sumitra Peries, była również cenioną reżyserką oraz ambasadorką Sri Lanki we Francji. Peries zmarł w Kolombo w wieku 99 lat.